# Tibor Méray
Tibor Méray (Budapest, 6 aprile 1924 – Parigi, 12 novembre 2020) è stato uno scrittore e giornalista ungherese.

## Biografia
Lavorò per vari giornali (Szabad Nép, Csillag) durante il regime comunista. Fu corrispondente di guerra per Szabad Nép durante la guerra coreana.
Sostenitore della politica di Imre Nagy, abbandonò il paese dopo l'abortita rivoluzione del 1956 e andò a stabilirsi in Francia, a Parigi.
Dopo aver lavorato per diversi giornali, diventò capo-redattore di  Irodalmi Újság, un settimanale in lingua ungherese pubblicato a Parigi dal 1971 al 1989.

## Opere
- Budapest - Robert Laffont - Paris 1966